# Рібера-д'Ебра
Рібе́ра-д'Е́бра — район (кумарка) Каталонії (кат. Ribera d'Ebre). Столиця району — м. Мора-д'Ебра (кат. Móra d'Ebre).

## Муніципалітети
- Аско (кат. Ascó) — населення 1.616 осіб;
- Банісанет (кат. Benissanet) — населення 1.249 осіб;
- Бінебра (кат. Vinebre) — населення 478 осіб;
- Ґарсіа (кат. Garcia) — населення 553 особи;
- Жінаста (кат. Ginestar) — населення 1.052 особи;
- Ла-Палма-д'Ебра (кат. Palma d'Ebre, la) — населення 421 особа;
- Ла-Торра-да-л'Аспаньол (кат. Torre de l'Espanyol, la) — населення 681 особа;
- Мірабет (кат. Miravet) — населення 795 осіб;
- Мора-д'Ебра (кат. Móra d'Ebre) — населення 5.232 особи;
- Мора-ла-Ноба (кат. Móra la Nova) — населення 3.189 осіб;
- Раскера (кат. Rasquera) — населення 934 особи;
- Ріба-рожа-д'Ебра (кат. Riba-roja d'Ebre) — населення 1.332 особи;
- Тібіса (кат. Tivissa) — населення 1.781 особа;
- Фліш (кат. Flix) — населення 4.006 осіб.

## Зростання населення
| 1497 f | 1515 f | 1553 f | 1717  | 1787  | 1857   | 1877   | 1887   | 1900   | 1910   |
| ------ | ------ | ------ | ----- | ----- | ------ | ------ | ------ | ------ | ------ |
| 1.001  | 1.098  | 1.215  | 4.672 | 5.216 | 25.687 | 26.753 | 27.628 | 29.891 | 29.321 |

| 1920   | 1930   | 1940   | 1950   | 1960   | 1970   | 1981   | 1990   | 1992   | 1994   |
| ------ | ------ | ------ | ------ | ------ | ------ | ------ | ------ | ------ | ------ |
| 30.349 | 27.362 | 24.420 | 26.050 | 27.647 | 24.774 | 25.125 | 23.397 | 22.994 | 23.091 |

| 1996   | 1998   | 2000   | 2002   | 2004   | 2006   | 2008 | 2010 | 2012 | 2014 |
| ------ | ------ | ------ | ------ | ------ | ------ | ---- | ---- | ---- | ---- |
| 22.442 | 22.265 | 21.993 | 22.151 | 22.632 | 23.046 | -    | -    | -    | -    |